# Орёлтекмаш
Орёлтекмаш — российское предприятие оборонно-промышленного комплекса, одно из старейших предприятий России (в 2024 году ему исполнилось 170 лет).
Завод расположен в городе Орёл.

## История
История завода "Текмаш" начинается с Сергиевского кладбища (1786 г.), а впоследствии - с Сергиевской церкви (также известна как церковь Сергия Радонежского). Церковь была построена в 1788-1789 гг. Средства для ее строительства были выделены купцами города Орла: Г.П.Ситников, С.П.Шушпанов, И.И.Овчинников и И.К.Пастухов. 
В 1854 году в Орле, недалеко от Сергиевского кладбища, была открыта мастерская, производившая молотки, чугунное литье, мялки, конные приводы и другие товары. В конце XIX в. обширное производство перешло во владения орловского купца - М.М. Хрущева. В это время там, помимо сельскохозяйственных машин и двигателей, производились и красивые чугунные надгробия для орловских кладбищ. В 1914 году на базе мастерской был организован первый металлообрабатывающий цех. Изначально завод носил название «Чугуноплавильный завод братьев Перелыгиных». После 1917 г. завод национализировали и он стал именоваться Заводом №9, к началу 1930-х гг. Заводом №9 им. Рыкова, примерно в это же время начала издаваться заводская газета Ударник. В 1936 г. имя Рыкова было снято с названия предприятия и тяготы ВОВ оно встречало как Завод №9.
В годы довоенных пятилеток на базе Завода №9 им. Рыкова развернулось возведение крупного машиностроительного предприятия, территория которого включила в себя пространство вдоль Московской ул. от Сергиевского кладбища вплоть до бывш. военного городка 17 Черниговского гусарского полка и городских боен (включённых в состав завода). В последние предвоенные годы разросшемуся заводу стало не хватать для производственной программы и этой территории, в результате чего было принято решение начать снос Сергиевского кладбища.
Во время строительства завода на территории церкви и прилегающего к ней кладбища рабочие неоднократно натыкались на останки похороненных там людей. Так же известно, что там были похоронены умершие от ран солдаты-участники русско-турецкой войны 1878 года. За годы существования некрополя там было похоронено немало людей.
В 1930 году предприятие начало специализироваться на выпуске машин для обработки лубяных волокон. Завод получает название «Текмаш».
В 1936 году для производства более сложной продукции — станков и запасных деталей для текстильной промышленности — производственные площади завода расширили, построили механический и литейный цехи.
Во время Великой Отечественной войны завод был эвакуирован в город Кузнецк Пензенской области и перепрофилирован для выпуска изделий для ракетных войск специального назначения. Перепрофилирование произошло достаточно быстро благодаря сходным требованиям к точности в станкостроении для текстильной промышленности и для военного машиностроения. Предприятие стало производственной площадкой для изготовления заказов Главного ракетно-артиллерийского управления. В это время (1939—1944 гг.) директором завода был будущий первый секретарь Ленинградского обкома КПСС и Председатель Совета Союза Верховного Совета СССР Иван Васильевич Спиридонов.
После войны предприятие продолжило производство текстильного оборудования для переработки лубяных волокон.
В конце 70-х — начале 80-х годов XX века предприятие освоило выпуск машин для переработки шерсти. До 2004 года 20 % акций предприятия принадлежало государству.
В 2011 году Орелтекмаш вошёл в состав Корпорации «Проект-техника». Начат процесс технического переоснащения завода. По сообщению Интерфакс, в 2014 году на заводе был открыт новый цех по производству военной продукции.

## Производство

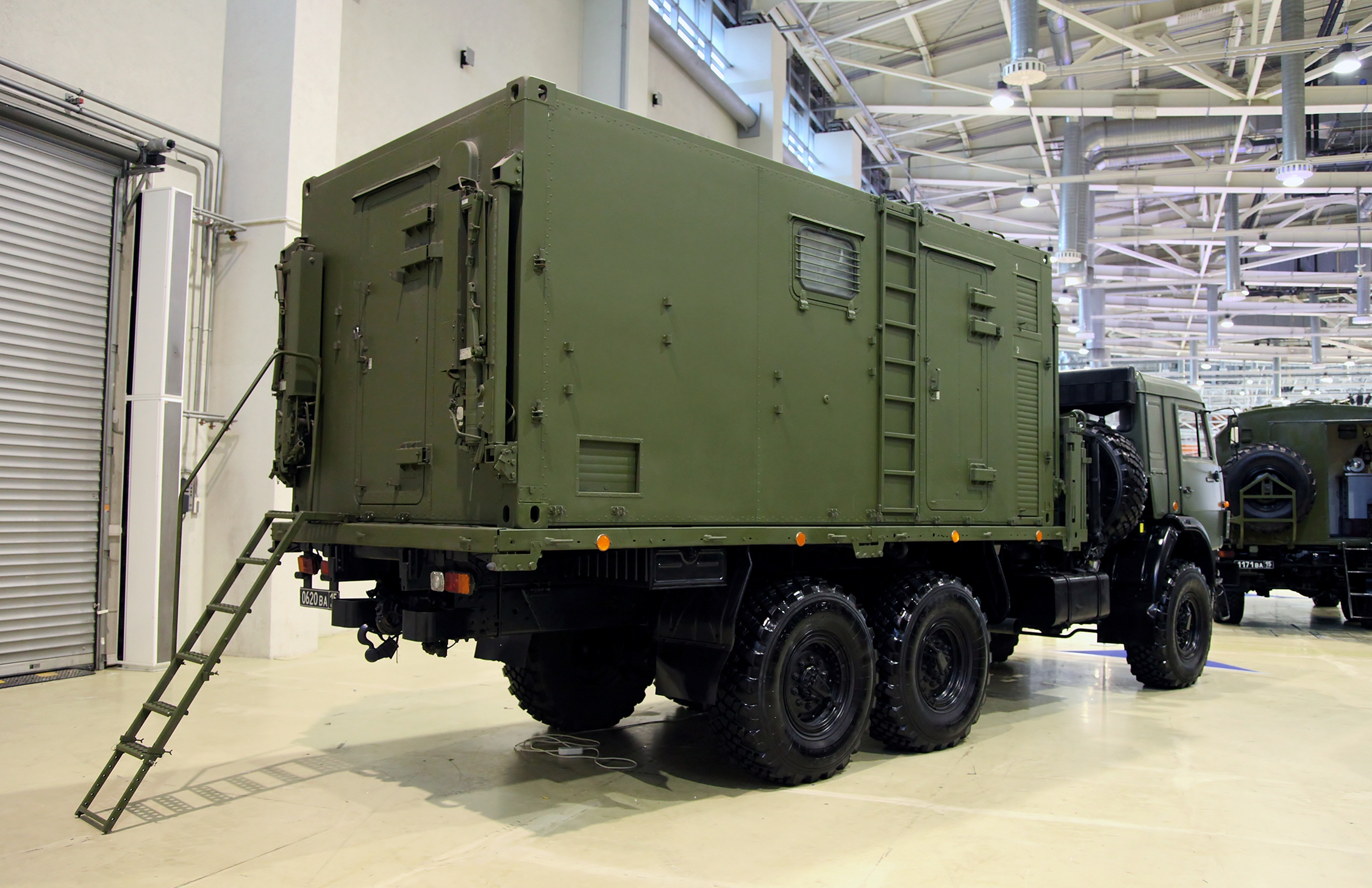

Специализация завода — производство для военно-промышленного комплекса России подвижных средств технического обслуживания и ремонта, комплексов мобильной техники на базе кузовов-фургонов и фургонов специального назначения и др..
На заводе имеется несколько производств, в том числе:
- сборочное производство подвижных средств технического обслуживания, ремонта и эвакуации
- сборочное производство специальных изделий
- кузнечно-прессовое производство
- механообрабатывающее производство
- литейный участок.

По данным от 2007 года, 90 % всей продукции завода было выпущено по заказу оборонной промышленности. По данным от 2014 года, ежегодный прирост объёмов производства на заводе составляет ~40 %.

## Управление
Орелтекмаш входит в Корпорацию «Проект-техника», управляющим директором которой является Леон Подобед. Председатель совета директоров ПАО «Орелтекмаш» — Георгий Золотарев.